# Richford (Vermont)
Richford ist eine Town im Franklin County des Bundesstaates Vermont in den Vereinigten Staaten mit 2.346 Einwohnern (laut Volkszählung 2020).

## Geografie

### Geografische Lage
Richford liegt im Nordosten des Franklin Countys, nahe der kanadischen Grenze in den nördlichen Ausläufern der Green Mountains und wird vom Missisquoi River durchflossen, der hier aus Kanada wechselt. Auf dem Gebiet der Town gibt es wenige, kleinere Seen, der größte ist der Guillmettes Pond. Das Gebiet der Town ist hügelig, die höchste ist der 354 m hohe Hardwood Hill.

### Nachbargemeinden
Alle Entfernungen sind als Luftlinien zwischen den offiziellen Koordinaten der Orte aus der Volkszählung 2010 angegeben.
- Norden: Sutton, Kanada, 5,4 km
- Osten: Jay, 10,1 km
- Süden: Montgomery, 3,0 km
- Südwesten: Enosburgh, 17,1 km
- Westen: Berkshire, 14,5 km

### Stadtgliederung
In Richford gibt es drei Siedlungsgebiete, das Village Richford, East Richford und Stevens Mills.

### Klima
Die mittlere Durchschnittstemperatur in Richford liegt zwischen −11,7 °C (11 °Fahrenheit) im Januar und 18,3 °C (65 °Fahrenheit) im Juli. Damit ist der Ort gegenüber dem langjährigen Mittel der USA um etwa 9 Grad kühler. Die Schneefälle zwischen Mitte Oktober und Mitte Mai liegen mit mehr als zwei Metern etwa doppelt so hoch wie die mittlere Schneehöhe in den USA. Die tägliche Sonnenscheindauer liegt am unteren Rand des Wertespektrums der USA, zwischen September und Mitte Dezember sogar deutlich darunter.

## Geschichte
Der Grant für Richford wurde durch Thomas Chittenden und der Vermont Republic am 13. März 1780 ausgerufen. Zusammen mit fünf weiteren Orten der Umgebung, um Geld für die Armee Vermonts zu erwirtschaften. Dazu wurde das Land in Parzellen eingeteilt und an Siedler verkauft. Der Grant wurde am 21. August 1780 an Jonathan Wells und weiteren vergeben. 1795 wurde von Joseph Stanhope das erste Stück Land in Besitz genommen und Hugh und Marry Miller mit ihren Familien waren die ersten Siedler. Die konstituierende Versammlung der Town fand am 30. März 1799 statt.
Die Bewohner verdienen ihr Geld in erster Linie in der Land- und Forstwirtschaft sowie diversen handwerklichen Betrieben; Großindustrie ist in Richford nicht angesiedelt. Seit den 1970er Jahren versucht der Ort mit einigem Erfolg, ein touristisches Erholungszentrum zu werden. Dafür wurden insbesondere verschiedene Trails, die alle vier Jahreszeiten touristisch abdecken und zum Teil auch über die Staatsgrenze führen, eingerichtet. Auch Wildwasser- und Kanufahrten auf dem Missisquoi River wurden eingerichtet.

### Religion
In der Stadt sind vier Kirchengemeinden ansässig: Die Baptisten, die episkopale Kirche, die römisch-katholische Kirche und die Methodisten.

### Einwohnerentwicklung
| Jahr      | 1800  | 1810  | 1820  | 1830  | 1840  | 1850  | 1860  | 1870  | 1880  | 1890  |
| --------- | ----- | ----- | ----- | ----- | ----- | ----- | ----- | ----- | ----- | ----- |
| Einwohner | 113   | 440   | 440   | 704   | 914   | 1.074 | 1.338 | 1.481 | 1.818 | 2.196 |
| Jahr      | 1900  | 1910  | 1920  | 1930  | 1940  | 1950  | 1960  | 1970  | 1980  | 1990  |
| Einwohner | 2.421 | 2.907 | 2.842 | 2.544 | 2.646 | 2.643 | 2.316 | 2.116 | 2.206 | 2.178 |
| Jahr      | 2000  | 2010  | 2020  | 2030  | 2040  | 2050  | 2060  | 2070  | 2080  | 2090  |
| Einwohner | 2.321 | 2.308 | 2.346 |       |       |       |       |       |       |       |

## Wirtschaft und Infrastruktur

### Verkehr

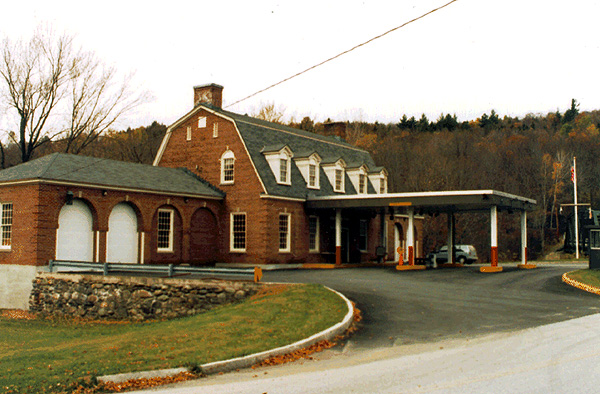
East Richford Border Station

Von der kanadischen Grenze im Nordosten verläuft in Richtung Enosburgh im Südwesten die Vermont Route 105 entlang des Missisquoi Rivers. Im Village Richford zweigt in nördlicher Richtung zur kanadischen Grenze die Vermont Route 139 ab. Die nächste Station der Amtrak findet sich in St. Albans.

### Öffentliche Einrichtungen
Das Northwestern Medical Center in St. Albans ist das nächstgelegene Krankenhaus für die Bewohner der Town.

### Bildung
Richford gehört mit Bakersfield, Berkshire, Enosburgh und Montgomery zur Franklin Northeast Supervisory Union Die Richford Elementary School bietet Schulklassen vom Kindergarten bis zum sechsten Schuljahr. Außerdem die Richford Junior Senior High School.
Größere Colleges finden sich in Colchester und Winooski; der nächstgelegene Standort einer Universität ist Burlington.
Die A A Brown Library wurde 1895 gegründet. Der Farmer und Holzfäller Arvin A. Brown hinterließ der Bevölkerung und der Town seinen Besitz. Zunächst in der Main Street beheimatet, zog im Jahr 1915 die Bibliothek in die heutige Town Hall. Als die Bibliothek wuchs und mehr Raum benötigte, wurde im Jahr 1984 das heutige Gebäude bezogen.

## Bilder

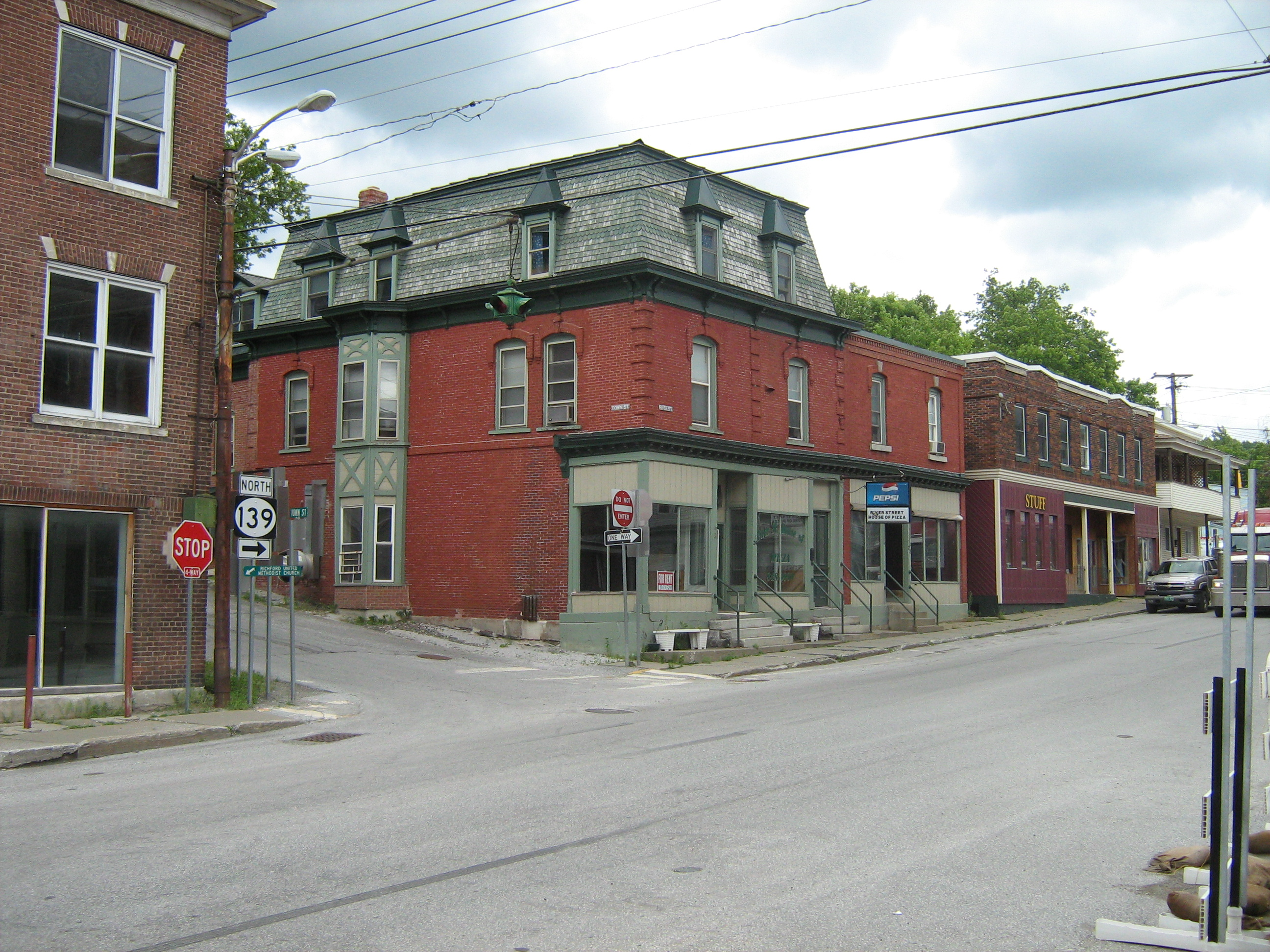
Altstadt, Hauptkreuzung Die Altstadt ist als Ensemble gelistet im National Register of Historic Places.
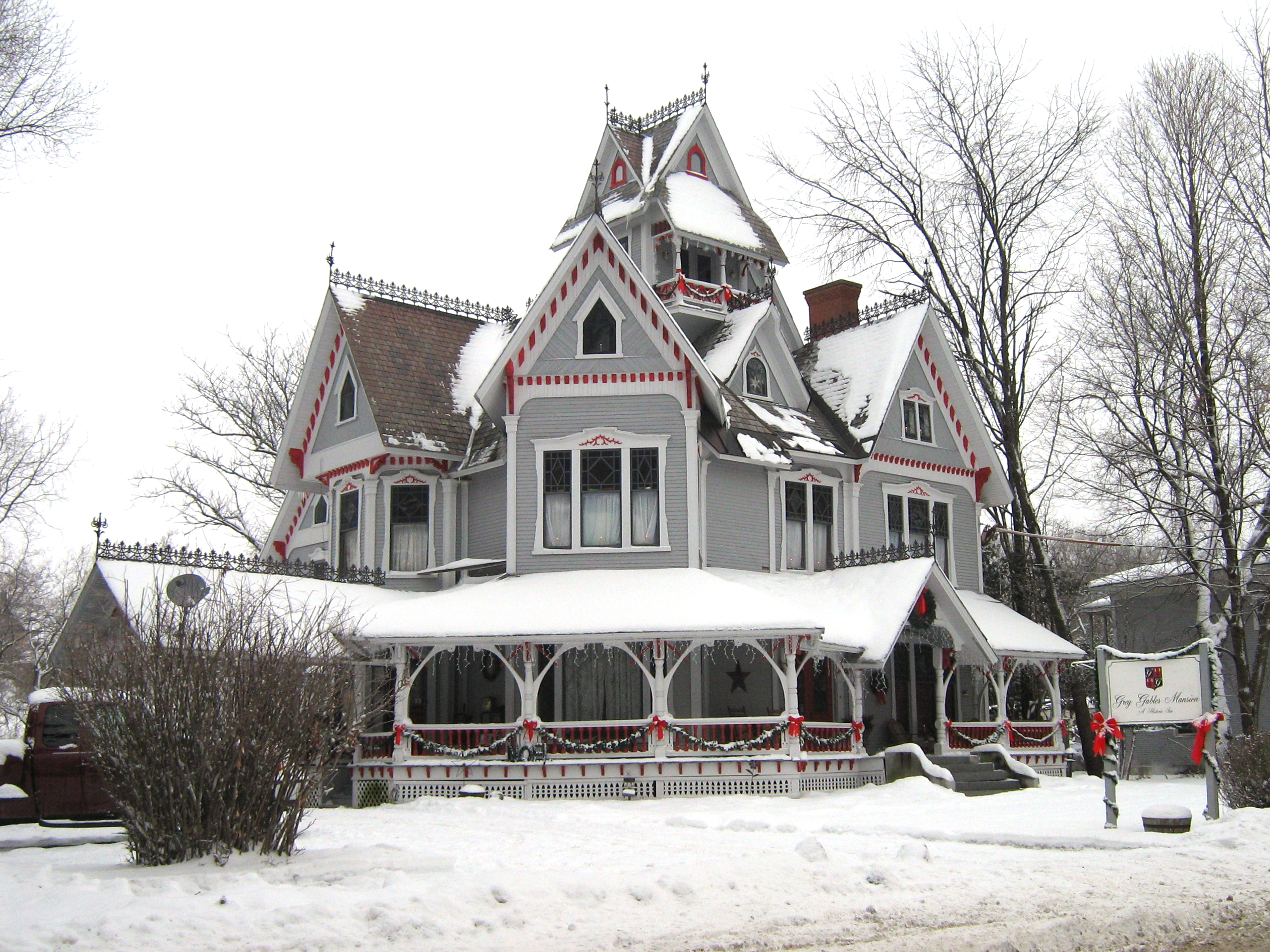
Sheldon Boright House gelistet im National Register of Historic Places.
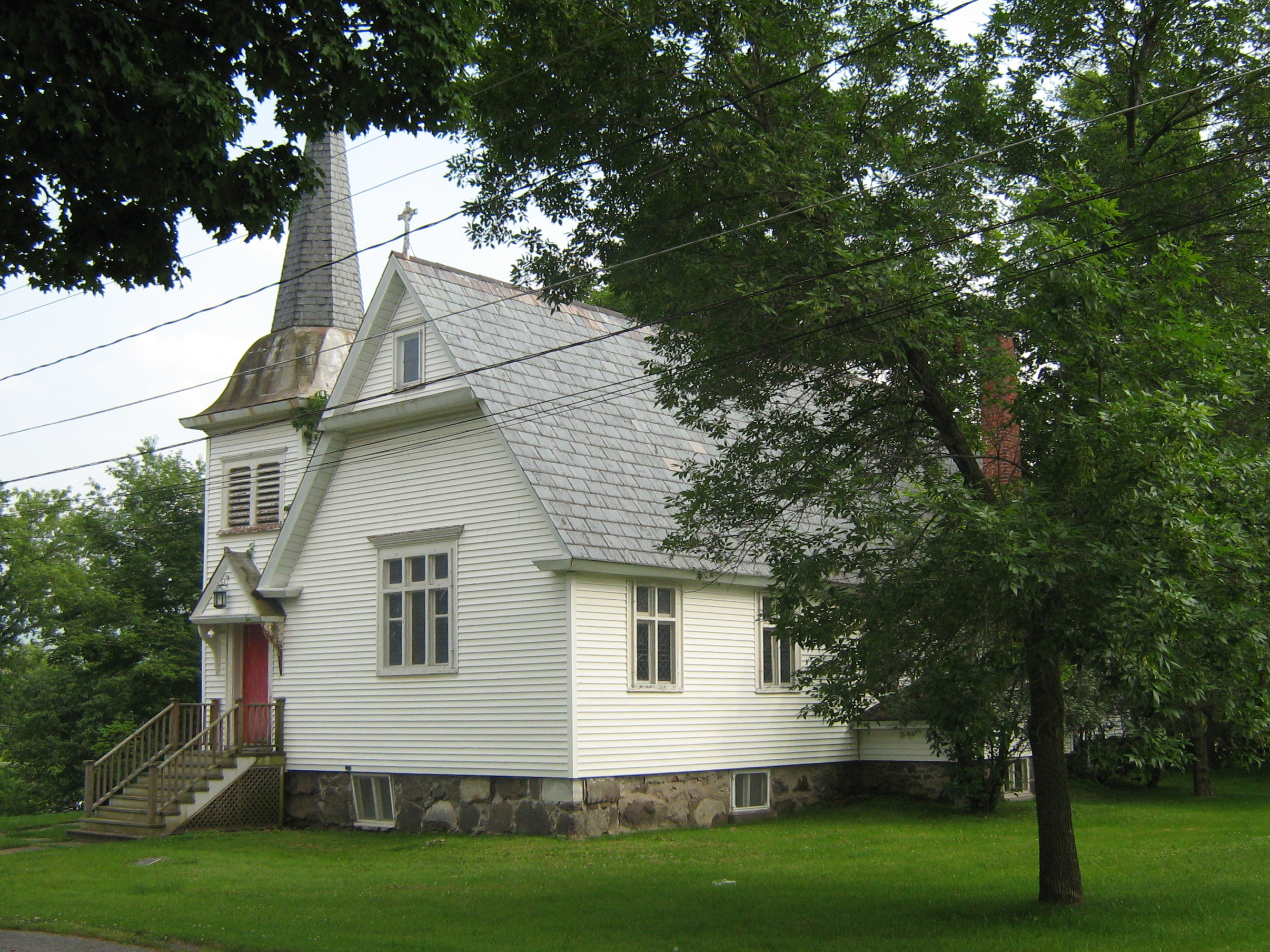
St. Anns Church gelistet im National Register of Historic Places.
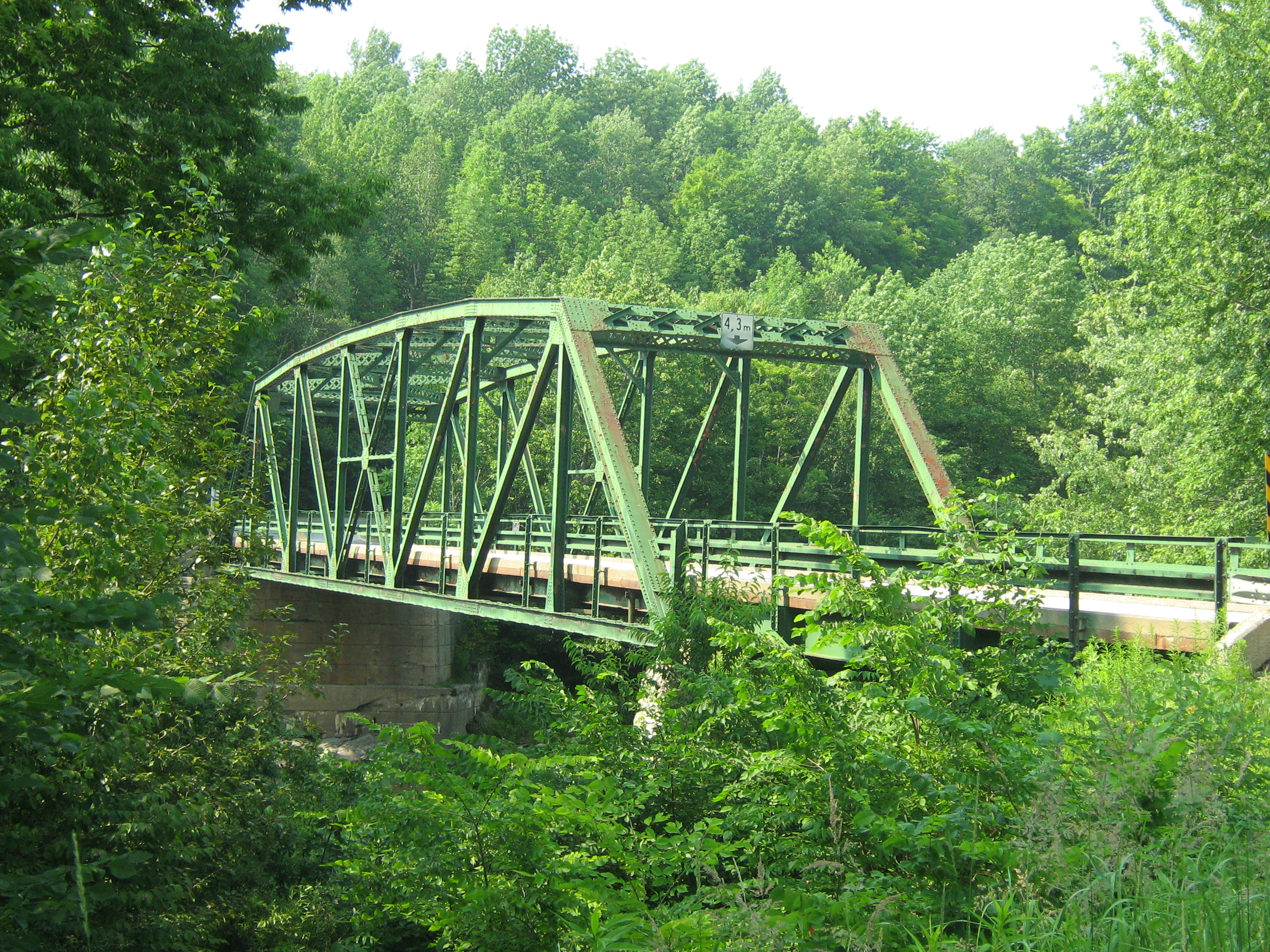
Missisquoi River Bridge gelistet im National Register of Historic Places.

## Persönlichkeiten

### Söhne und Töchter der Stadt
- John Blaisdell Corliss (1851–1929), Kongressabgeordneter und Rechtsanwalt
- E. Henry Powell (1839–1911), US-amerikanischer Anwalt und Politiker, der State Auditor von Vermont war
- Thomas Reed Powell (1880–1955), Rechts- und Politikwissenschaftler, Hochschullehrer